# Nicola Sturgeon

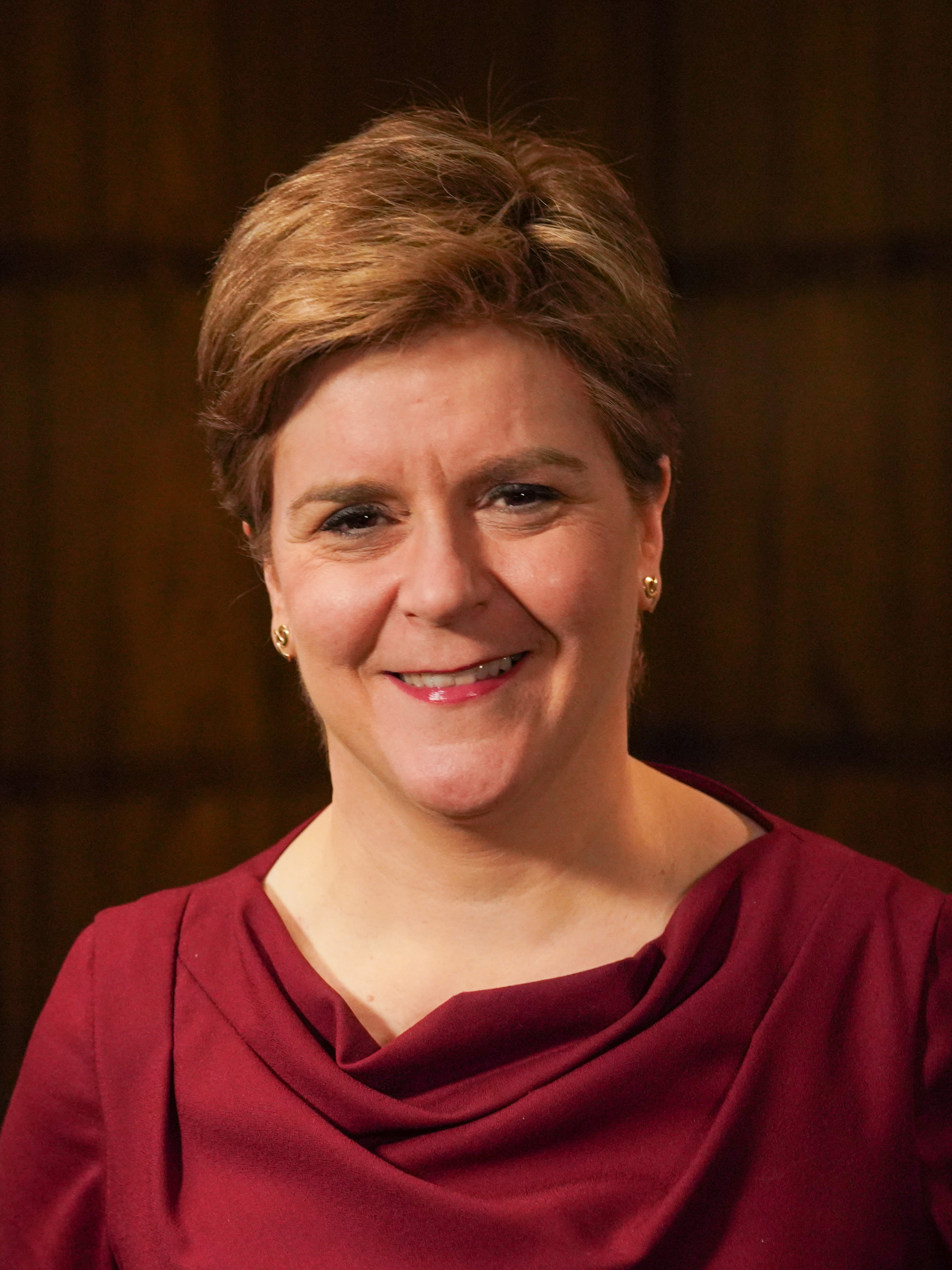
Nicola Sturgeon (2021)

Nicola Ferguson Sturgeon (* 19. Juli 1970 in Irvine, Schottland) ist eine britische Politikerin der Scottish National Party (SNP). Sie war von 2014 bis 2023 First Minister (Regierungschefin) Schottlands.

## Leben
Nicola Sturgeon wuchs mit zwei jüngeren Schwestern als Tochter von Robert Sturgeon, einem Elektriker, und Joan Sturgeon, einer Zahnarzthelferin und heutigen SNP-Politikerin, im Milieu der Arbeiterklasse auf. Sie besuchte öffentliche Schulen in Dreghorn sowie Prestwick und studierte anschließend Rechtswissenschaft an der University of Glasgow, an der sie 1992 einen Bachelor of Laws und 1993 ein Diploma in Legal Practice erwarb. Sie gibt an, dass sie ohne gebührenfreies Studium ihre Ausbildung nicht hätte beenden können. Danach arbeitete sie als Rechtsanwältin in einer Kanzlei und einer kostenlosen Rechtsberatung im Glasgower Stadtteil Drumchapel.

## Politische Tätigkeit
Im Alter von 16 Jahren begann sie, sich – nach eigenen Angaben von Margaret Thatcher inspiriert – für Politik zu interessieren. Thatcher würde einerseits zeigen, dass eine machtinteressierte Frau in der Politik bis an die Spitze gelangen könne, auf der anderen Seite lehnte Sturgeon Thatchers konservative Ideologie jedoch ab. Die damals in Schottland dominante Labour Party konnte Thatchers Politik nicht stoppen. Deshalb trat Sturgeon im Alter von 16 Jahren, als sie bereits ein Mitglied der Campaign for Nuclear Disarmament war, der SNP bei.

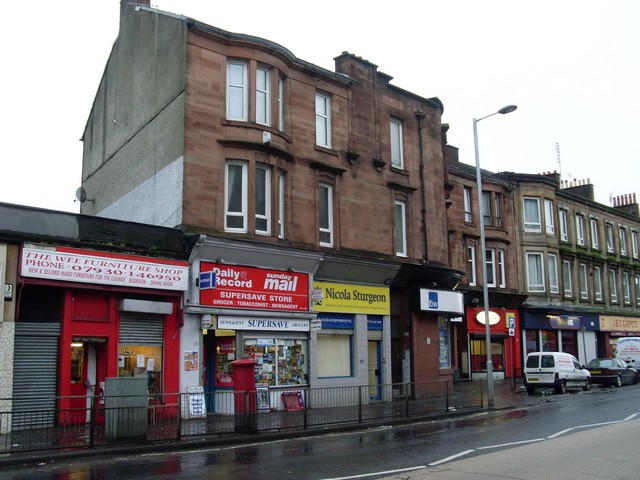
Das Wahlkreisbüro Nicola Sturgeons in Glasgow

1992 kandidierte sie als Schottlands jüngste Bewerberin für die SNP bei der Unterhauswahl erfolglos im Wahlkreis Glasgow Shettleston. Erfolgreich war erst ihre Kandidatur bei der schottischen Parlamentswahl 1999, der ersten Wahl eines schottischen Parlaments nach der Devolution. Sie gewann ihren Wahlkreis Glasgow Govan zwar nicht direkt, zog aber über die Landesliste der SNP ins Parlament ein. Die SNP opponierte gegen eine Koalition aus Labour und Liberal Democrats, und Sturgeon amtierte als Sprecherin der Partei für Gesundheit, Recht und Bildung. Als SNP-Chef John Swinney 2004 zurücktrat, erwog sie zunächst öffentlich eine Kandidatur für den Parteivorsitz, ließ aber Alex Salmond den Vortritt, der mit ihr als Stellvertreterin antrat und Parteivorsitzender wurde. Während dieser als Unterhausmitglied meist in London weilte, konnte Sturgeon sich im schottischen Parlament als Oppositionsführerin mit heftigen Attacken auf den Labour-Regierungschef Jack McConnell profilieren. 2007 gelang es ihr, der Labour Party den Wahlkreis Glasgow-Govan abzunehmen und direkt ins schottische Parlament gewählt zu werden. Bei dieser Wahl wurde die SNP stärkste Partei und Sturgeon stellvertretende Erste Ministerin und Gesundheitsministerin.
Bei der Parlamentswahl in Schottland 2011 errang die SNP die absolute Mehrheit, Sturgeon gewann den neuen Wahlkreis Glasgow Southside direkt. Sie blieb zunächst Gesundheitsministerin und wechselte nach einem Jahr ins Infrastrukturministerium. Beim Unabhängigkeitsreferendum 2014 nahm sie eine führende Rolle in der Kampagne der SNP für die schottische Unabhängigkeit (Yes!) ein. Trotz der Niederlage schnitt das Yes!-Lager besser als erwartet ab, und Sturgeon wurde für ihre Kampagne gelobt. Nach der Niederlage beim Referendum trat Salmond zurück. Daraufhin übernahm Nicola Sturgeon im November 2014 sowohl den Parteivorsitz als auch das Amt der First Minister.
Bei den Unterhauswahlen von 2015 gelang der SNP ein Erdrutschsieg in Schottland, von 59 Wahlkreisen gewann die SNP 56 auf Kosten von Labour und den Liberal Democrats. Sturgeon wurde erneut für ihre dynamische Kampagne gelobt.
Bei der schottischen Parlamentswahl von 2016 blieb die SNP stärkste Partei, verlor aber die absolute Mehrheit. Sturgeon regierte an der Spitze eines SNP-Minderheitskabinetts weiter.
Bei dem EU-Mitgliedschaftsreferendum 2016 votierten Schottland und Nordirland, anders als England und Wales, für den Verbleib in der EU; Schottland war der einzige Landesteil, in dem alle Wahlkreise ausnahmslos mit Remain (Verbleib in der EU) stimmten. Sturgeon erklärte, es sei demokratisch inakzeptabel, dass Schottland gegen seinen erklärten Willen aus der EU herausgenommen werde. Ein zweites Unabhängigkeitsreferendum sei „auf dem Tisch“. Sie berief ein Expertengremium ein, um über die Folgen des Brexit für Schottland zu beraten. Am 29. Juni traf sie in Brüssel mit Jean-Claude Juncker und Martin Schulz zusammen; der Präsident des Europäischen Rats, Donald Tusk, lehnte ein Treffen mit ihr jedoch ab. Am 15. Juli 2016 traf sie mit der neuen britischen Premierministerin Theresa May zusammen, die das von Sturgeon ins Gespräch gebrachte neue Referendum über die schottische Unabhängigkeit klar ablehnte. Seit Ende 2020 ist das Vereinigte Königreich nicht mehr Teil des EU-Binnenmarkts und der Zollunion. Premierminister Johnson verhandelte bis Weihnachten 2020 mit der EU; dann wurde das Handels- und Kooperationsabkommen zwischen der Europäischen Union und dem Vereinigten Königreich vorläufig besiegelt.
In den Regionalwahlen in Schottland am 4. Mai 2017 blieb die SNP unter Führung von Sturgeon stärkste politische Kraft, konnte jedoch in keiner einzigen Council Area die absolute Mehrheit gewinnen. Im Gegenteil gingen die Mehrheiten in Angus und Dundee verloren und landesweit war ein Rückgang der Zahl der Mandate um 7 zu verzeichnen.
Am 8. Juni 2017 fanden vorgezogene Unterhauswahlen statt, in denen Sturgeons SNP deutliche Verluste verbuchen musste. 13,7 Prozentpunkte der Stimmen wechselten zu den Konservativen (Swing), 21 Sitze im Unterhaus gingen der SNP verloren. Sturgeon räumte ein, dass dies offenbar auf die Pläne ihrer Partei bezüglich eines erneuten Unabhängigkeitsreferendums zurückzuführen sei. Im März 2017 hatte Premierministerin Theresa May die offizielle Forderung nach einem erneuten Referendum in Schottland mit den Worten „Now is not the time“ abgelehnt. Nach der Unterhauswahl nahm Sturgeon öffentlich von ihren Plänen Abstand und nannte selbst ein zweites Referendum „untimely“. Sie ließ jedoch keinen Zweifel daran, dass sie und ihre Partei in der Sache der Unabhängigkeit Schottlands weiterhin entschlossen blieben:

“The mandate we have is beyond doubt but deciding exactly how and when to exercise it is a judgement in the interests of the country as a whole and that is what I have been thinking carefully about.”

„Das Mandat, das wir haben, steht außer Zweifel, aber die Entscheidung, wie und wann genau wir es ausüben, ist eine Entscheidung im Interesse des gesamten Landes, und darüber habe ich sorgfältig nachgedacht".“

Bei den Wahlen zum Europäischen Parlament 2019 führte Sturgeon die SNP mit dem Gewinn von 3 der 6 schottischen Sitze zu einem klaren Erfolg.
Bei den wiederum vorgezogenen Unterhauswahlen am 12. Dezember 2019 erreichte sie mit der SNP erneut einen Erfolg, der zwar hinter dem Ergebnis von 2015 zurückblieb, trotzdem allgemein beeindruckte. Von den 59 Wahlkreisen in Schottland gewannen die Kandidaten der SNP 48. In den 11 anderen Wahlkreisen waren die SNP-Kandidaten die zweitplatzierten. Der relative Stimmanteil der SNP lag landesweit bei 43 %.
Anfang des Jahres 2021 kulminierte eine Krise, deren wesentlicher Inhalt der Umgang mit Vorwürfen gegen ihren Vorgänger Alex Salmond wegen sexueller Missbräuche war. Bereits im April 2018 waren Vorwürfe laut geworden, Sturgeon traf sich jedoch inoffiziell mit Salmond (was nicht dem Verhaltenskodex für Regierungsmitglieder entsprach). Einen Rechtsstreit über den Umgang der schottischen Regierung mit der Sache gewann Salmond; die schottische Regierung gab zu, unrechtmäßig gehandelt zu haben. Seit 2020 beschäftigt sich ein Untersuchungsausschuss des schottischen Parlaments mit der Angelegenheit.
Nachdem der Oberste Gerichtshof des Vereinigten Königreichs, vertreten durch dessen schottischen Präsidenten Robert Reed, im November 2022 urteilte, dass nicht ausschließlich das schottische Regionalparlament über die Unabhängigkeit Schottlands zu entscheiden habe, sondern das Vereinigte Königreich, wiederholte Sturgeon ihre Absicht, bei den nächsten britischen Parlamentswahlen über 50 % der Stimmen in Schottland für die SNP zu gewinnen, um so die britische Regierung dazu zu bringen, einem Unabhängigkeitsreferendum zuzustimmen.

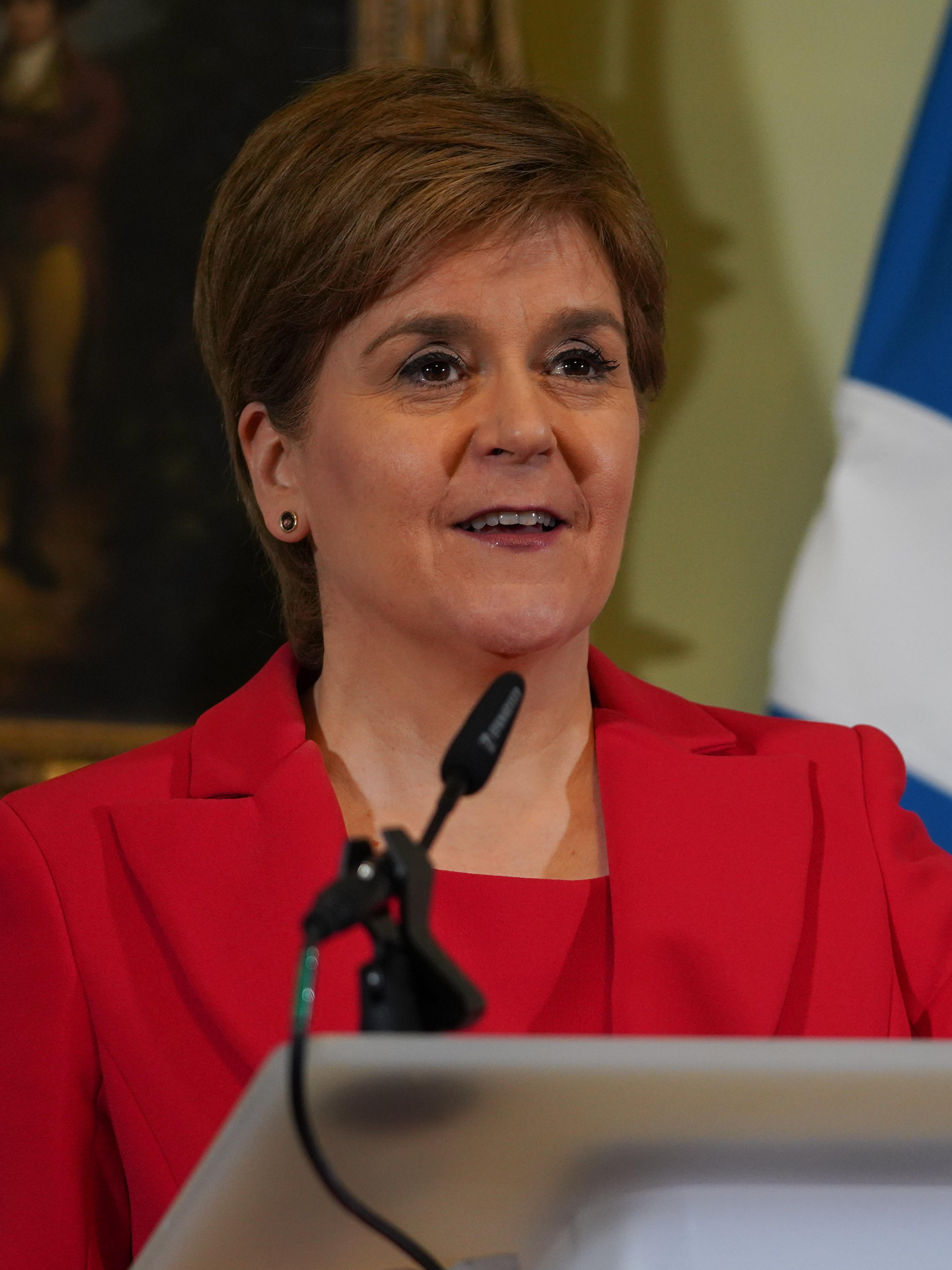
Sturgeon während ihrer Rücktrittserklärung am 15. Februar 2023

Am 15. Februar 2023 kündigte Sturgeon ihren Rücktritt als First Minister und Parteivorsitzende an. Es sei „die richtige Zeit zu gehen“ und um Platz zu machen für einen Nachfolger. Sie selbst gab an, dass diesem Entschluss eine lange Entwicklung vorangegangen sei. Von Seiten der Presse wurden mehrere Gründe angeführt. So wurde die Debatte über das sehr liberale schottische Gesetz zur Anpassung der Geschlechtsidentität genannt, das von der britischen Regierung blockiert wird. Dennoch wurde ein verurteilter Vergewaltiger, der nach den Taten angab, trans zu sein, kurzzeitig in einem Frauengefängnis untergebracht, was breit kritisiert wurde. Auch wurde als mögliche Ursache genannt, dass nach der Entscheidung des Supreme Court des Vereinigten Königreich, das von ihr geforderte zweite Unabhängigkeitsreferendum nicht zuzulassen, ihre Strategie, die kommenden Wahlen in Schottland als Quasi-Referendum anzukündigen, in Frage gestellt wurde. Sturgeon dementierte, dass ihr Rücktritt etwas mit diesen Themen zu tun hätte.
Am 28. März 2023 teilte sie in einem förmlichen Schreiben König Charles III ihren Rücktritt mit und unterrichtete das schottische Parlament über diesen Schritt. Am gleichen Tag wurde Humza Yousaf vom schottischen Parlament zu ihrem Nachfolger gewählt.
Im März 2025 gab Sturgeon bekannt, bei der schottischen Parlamentswahl 2026 nicht erneut kandidieren zu wollen.

## Politische Positionen
Zu Sturgeons ersten politischen Handlungen gehörten, neben dem Eintreten für die Unabhängigkeit Schottlands, die Unterstützung der Campaign for Nuclear Disarmament sowie die heftige Kritik an den sozialen Folgen von Margaret Thatchers konservativer Austeritätspolitik. An beiden Positionen hält sie bis heute fest. Sie bezeichnet sich als Feministin, nach ihrem Treffen mit Theresa May bezeichnete sie beide Politikerinnen als Vorbilder für junge Mädchen und Beweis, dass nichts unmöglich sei. Sie hat Gleichberechtigung zu einem ihrer wichtigsten Anliegen gemacht; ihr Kabinett ist das erste im Vereinigten Königreich, das zu gleicher Zahl aus Männern und Frauen besteht.

## Persönliches
Nicola Sturgeon ist seit 2010 mit Peter Murrell, dem langjährigen Geschäftsführer der SNP von 1999 bis 2023, verheiratet und lebt in Glasgow. Im Januar 2025 gab Sturgeon auf Instagram bekannt, dass das Paar seit einiger Zeit getrennt lebe und beschlossen habe, die Ehe zu beenden.
Im April 2022 äußerte sie sich in einem Interview des Programms Loose Women des Fernsehsenders ITV besorgt über die für sie bevorstehende Menopause. Unter Hinweis auf ihre Kinderlosigkeit erinnerte sie daran, dass sie eine Fehlgeburt gehabt habe, über die viel spekuliert wurde.
Wenige Tage nach Wirksamwerden ihres Rücktritts als First Minister wurde Sturgeons Ehemann Peter Murell am 6. April 2023 von der Polizei festgenommen und wegen des Verdachts auf Untreue im Amt des Geschäftsführers der SNP vernommen, zudem fand eine Durchsuchung ihres Hauses statt. Murell wurde noch am gleichen Tag ohne Anklage wieder auf freien Fuß gesetzt. Sturgeon sagte einen öffentlichen Auftritt für den Folgetag ab und teilte Medienvertretern am 8. April mit, sie habe „schwierige und traumatische“ Tage erlebt. Sie wurde am 11. Juni 2023 im Zusammenhang mit laufenden Ermittlungen zur Zweckentfremdung von Spenden ebenfalls zum polizeilichen Verhör festgenommen und am gleichen Tag nach der gesetzlichen 12-Stunden-Frist wieder freigelassen.

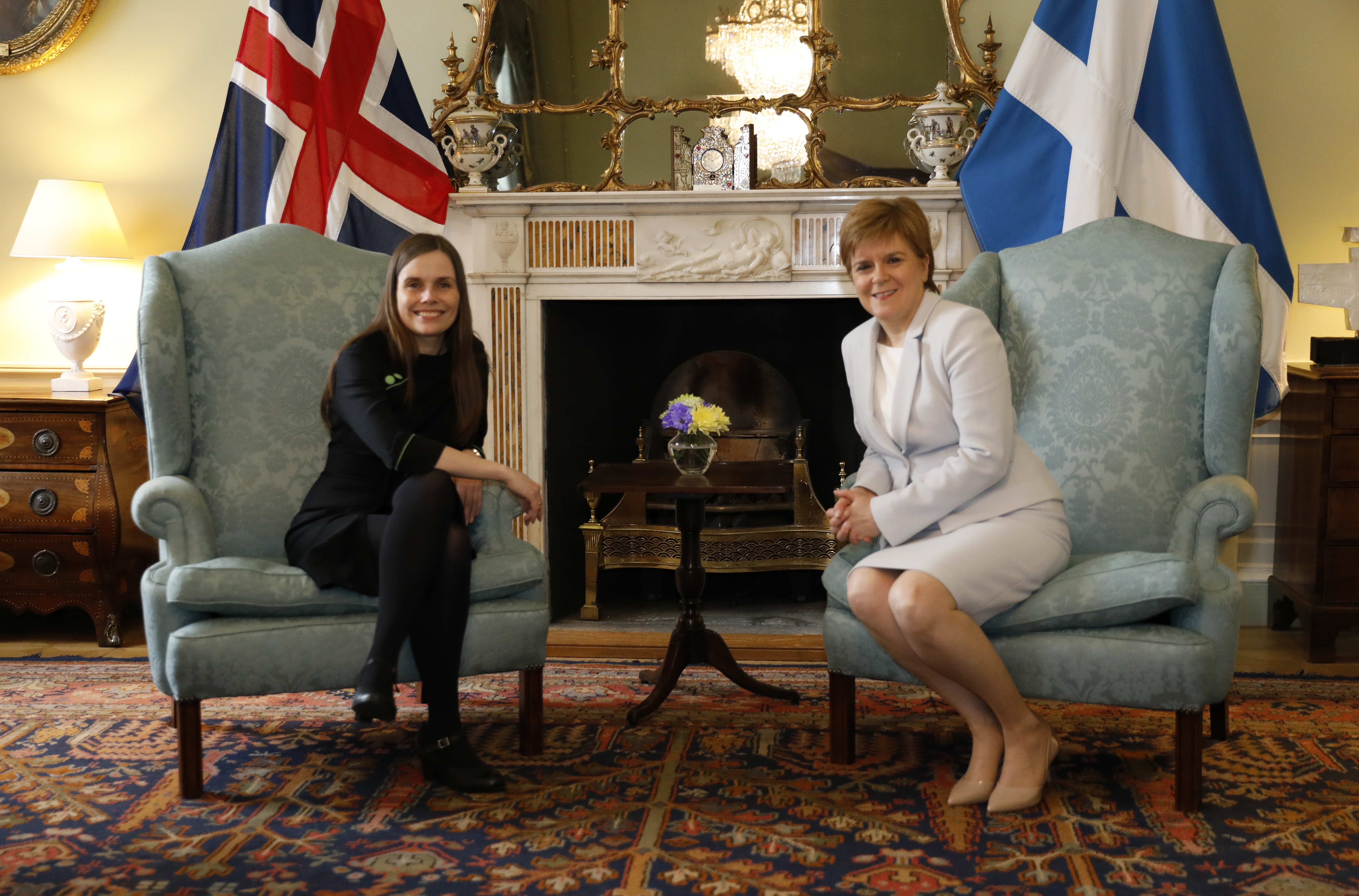
Mit Katrín Jakobsdóttir, Ministerpräsidentin von Island
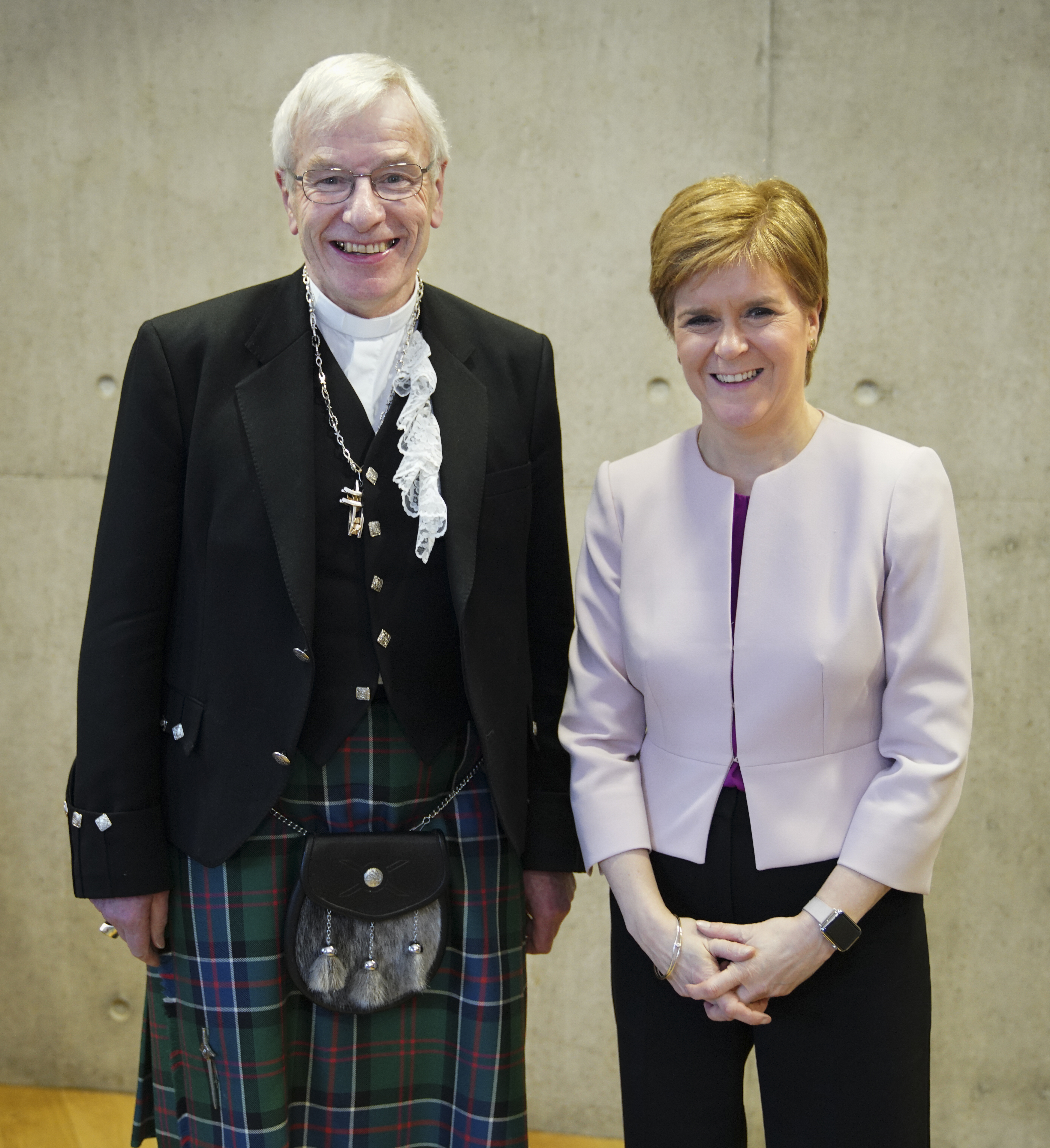
Mit Colin Sinclair von der Church of Scotland
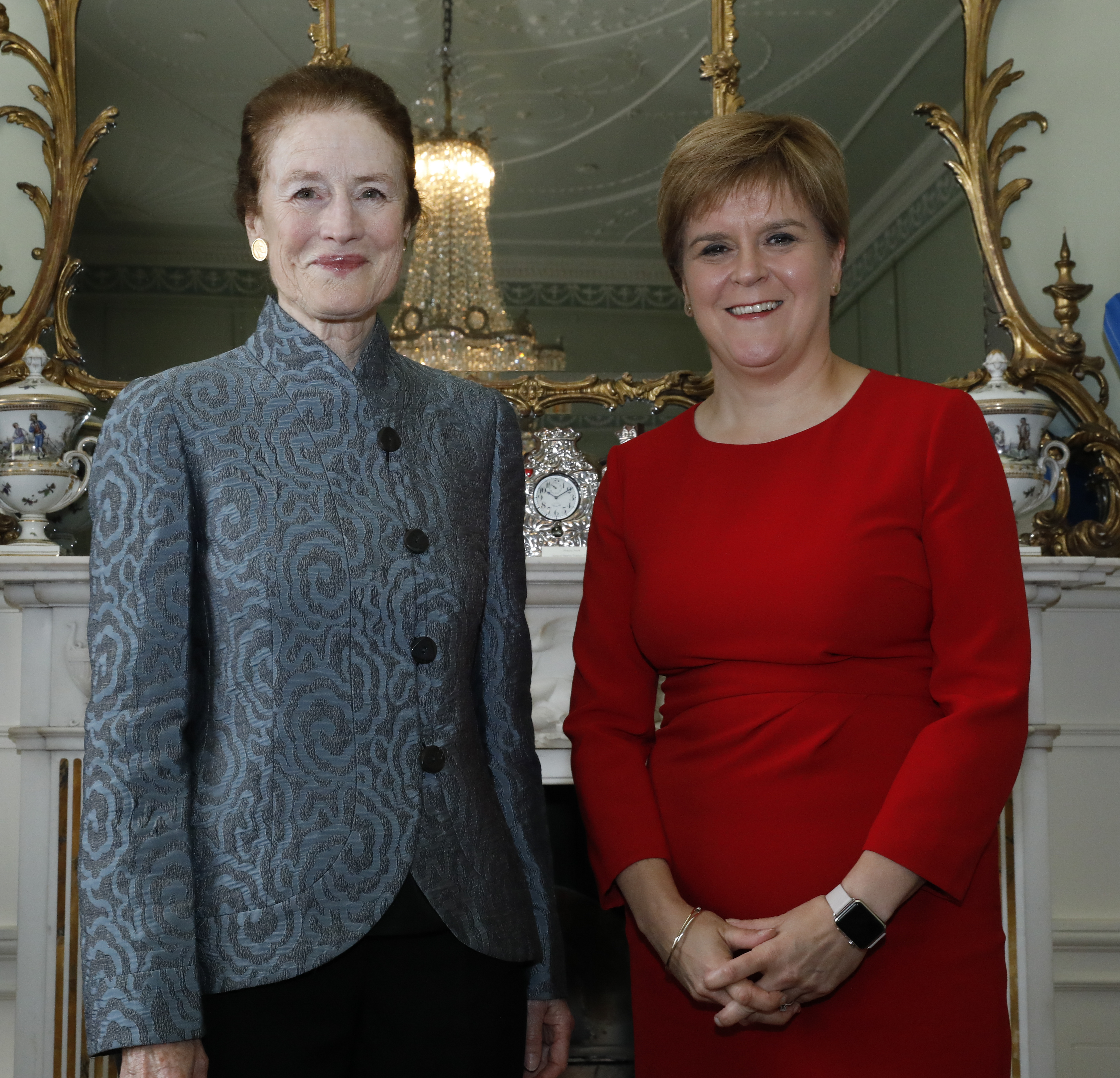
Mit Henrietta Fore, UNICEF
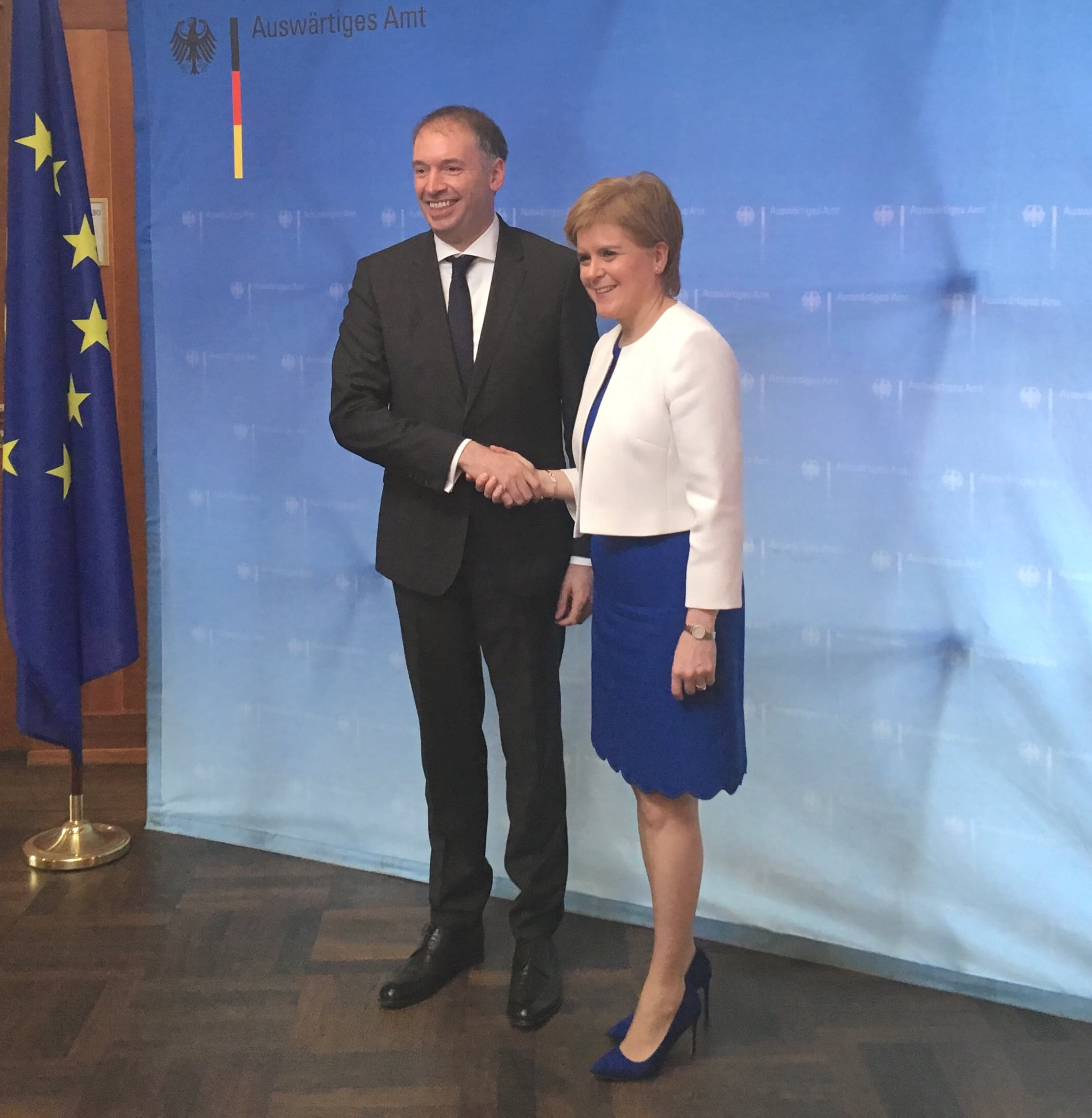
Mit Niels Annen, Staatsminister im Auswärtigen Amt
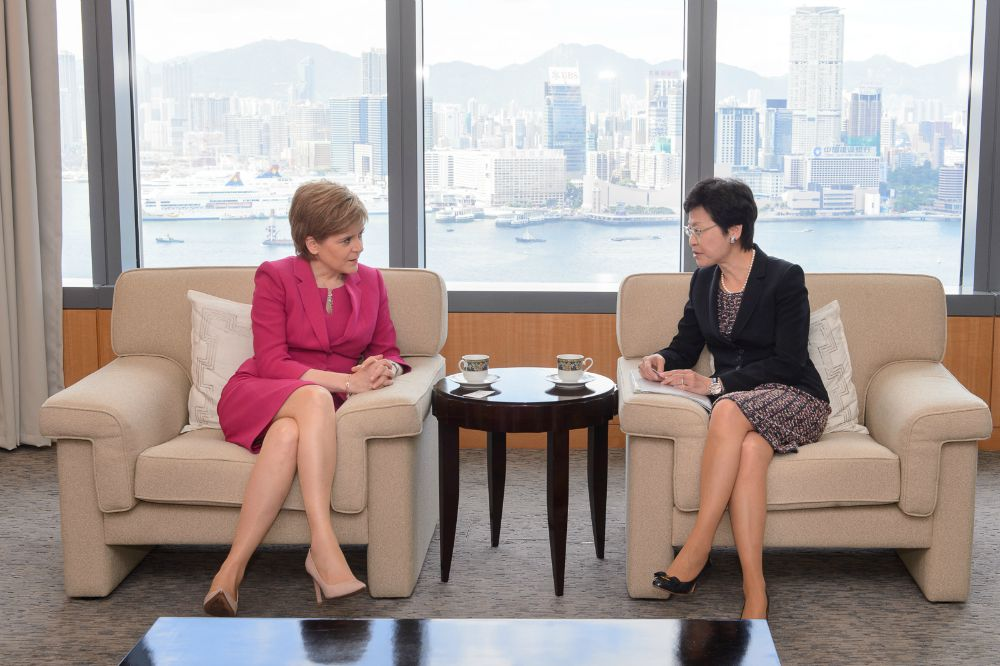
Mit Carrie Lam, Chief Executive of Hong Kong, 2015
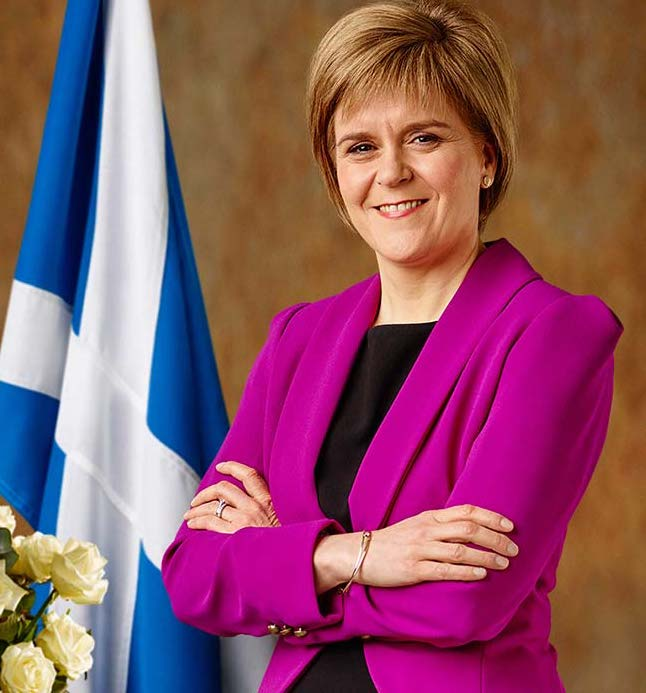
Offizielles Porträt von Nicola Sturgeon, 2017